# خوليو ألاركون إي ميلينديز
خوليو ألاركون إي ميلينديز (بالإسبانية: Julio Alarcón y Meléndez)‏ هو كاتب وموسيقي وشاعر إسباني، ولد في 1843، وتوفي في 1924.